# Komitat Bereg
Bereg (łac. comitatus Beregiensis, niem. Berg) – dawny komitat w północno-wschodniej części Królestwa Węgier.
Komitat Bereg leżał w środkowej części Zakarpacia. Północną część komitatu zajmowały południowe zbocza głównego (wododziałowego) grzbietu Wschodnich Karpat wokół doliny górnej Latoricy i jej dopływów. Południowa część komitatu leżała na Nizinie Zakarpackiej i sięgała aż do Cisy.
Komitat Bereg został utworzony w 1263. Siedzibą władz komitatu było miasto Beregszász (dziś Berehowo). Do 1621 komitat nosił nazwę Borsova. W okresie przed I wojną światową komitat dzielił się na siedem powiatów i dwa miasta.
Po rozbiorze Węgier na początku XVI wieku Bereg wraz z całym Zakarpaciem znalazł się pod władzą książąt Siedmiogrodu. Po traktacie w Trianon komitat niemal w całości (około 4/5 powierzchni) znalazł się w granicach Czechosłowacji. Przy Węgrzech pozostał pas na północnym brzegu Cisy (region Tiszahát), który przyłączono do komitatu Szabolcs, tworząc komitat Szabolcs-Szatmár (później przemianowany na Szabolcs-Szatmár-Bereg). Część czechosłowacka należała do Rusi Zakarpackiej.
Po aneksji Zakarpacia przez Węgry w marcu 1939 komitat Bereg w całości znalazł się w granicach Węgier i został odtworzony jako samodzielna jednostka administracyjna. Po II wojnie światowej czechosłowacka część komitatu znalazła się w obwodzie zakarpackim Ukraińskiej SRR (później Ukrainy).
Bereg nie stanowi obecnie samodzielnej jednostki administracyjnej, nazwa komitatu nie jest również używana nieoficjalnie jako nazwa regionu.
| Powiaty (járás)                             | Powiaty (járás) |
| Powiat                                      | Siedziba władz  |
| ------------------------------------------- | --------------- |
| Alsóverecke                                 | Alsóverecke     |
| Felvidék                                    | Ilosva          |
| Latorca                                     | Oroszvég        |
| Mezőkaszony                                 | Mezőkaszony     |
| Munkács                                     | Munkács         |
| Szolyva                                     | Szolyva         |
| Tiszahát                                    | Beregszász      |
| Miasta komitackie (rendezett tanácsú város) |                 |
| Beregszász                                  |                 |
| Munkács                                     |                 |